# Guns, Gore & Cannoli
Guns, Gore & Cannoli — це платформний шутер із бічним прокручуванням, розроблений і опублікований бельгійською компанією Crazy Monkey Studios 30 квітня 2015 року в Steam ексклюзивно для Microsoft Windows. Пізніше гра також була випущена для Nintendo Switch.
Грі також передував короткометражний анімаційний фільм під назвою Zombies vs. Wiseguys: Hell Bent for Whiskey, випущений у 2004 році та спродюсований та анімований Claeys Brothers Arts, тим самим арт-директором двох ігор серії.

## Сюжет
У США, 1928 рік. У розпал Великої депресії та сухого закону банди ставали все більш могутніми завдяки нелегальній торгівлі алкоголем, аж до того, що поліція практично втратила контроль. Головний герой гри (і продовження) — Вінні Каннолі, вбивця Дона Беллуччо, який відправляє його в Тагтаун, щоб знайти іншого свого вбивцю, на ім'я Френкі. Однак Тагтаун відомий не лише злочинними угрупованнями: насправді містом ходять чутки про дивні аварії та жахливі випадки вбивств. Коли він збирається висадитися в Тагтауні, корабель, на якому він перебуває, атакують зомбі, що змушує Вінні пробиватися через місто та рятувати Френкі.

## Ігровий процес
Як двовимірна екшн-гра, гра змушуватиме гравця використовувати одну частину контролера для пересування, а іншу — використовувати різноманітну зброю (наприклад, пістолети, кулемети та вогнемети), з якою він стикатиметься протягом гри. Крім того, гравцеві доведеться мати справу як з людьми, так і з опонентами-зомбі, а також з різними присутніми босами, і все це в середовищах, які в деяких випадках є повністю руйнівними.

## Рецепція
Гру сприйняли позитивно або вище середнього. Дехто вважав, що це щось середнє між The Godfather, Metal Slug і елементом зомбі.